# Chroboly
Chroboly là một làng thuộc huyện Prachatice, vùng Jihočeský, Cộng hòa Séc.